# Oblattertor

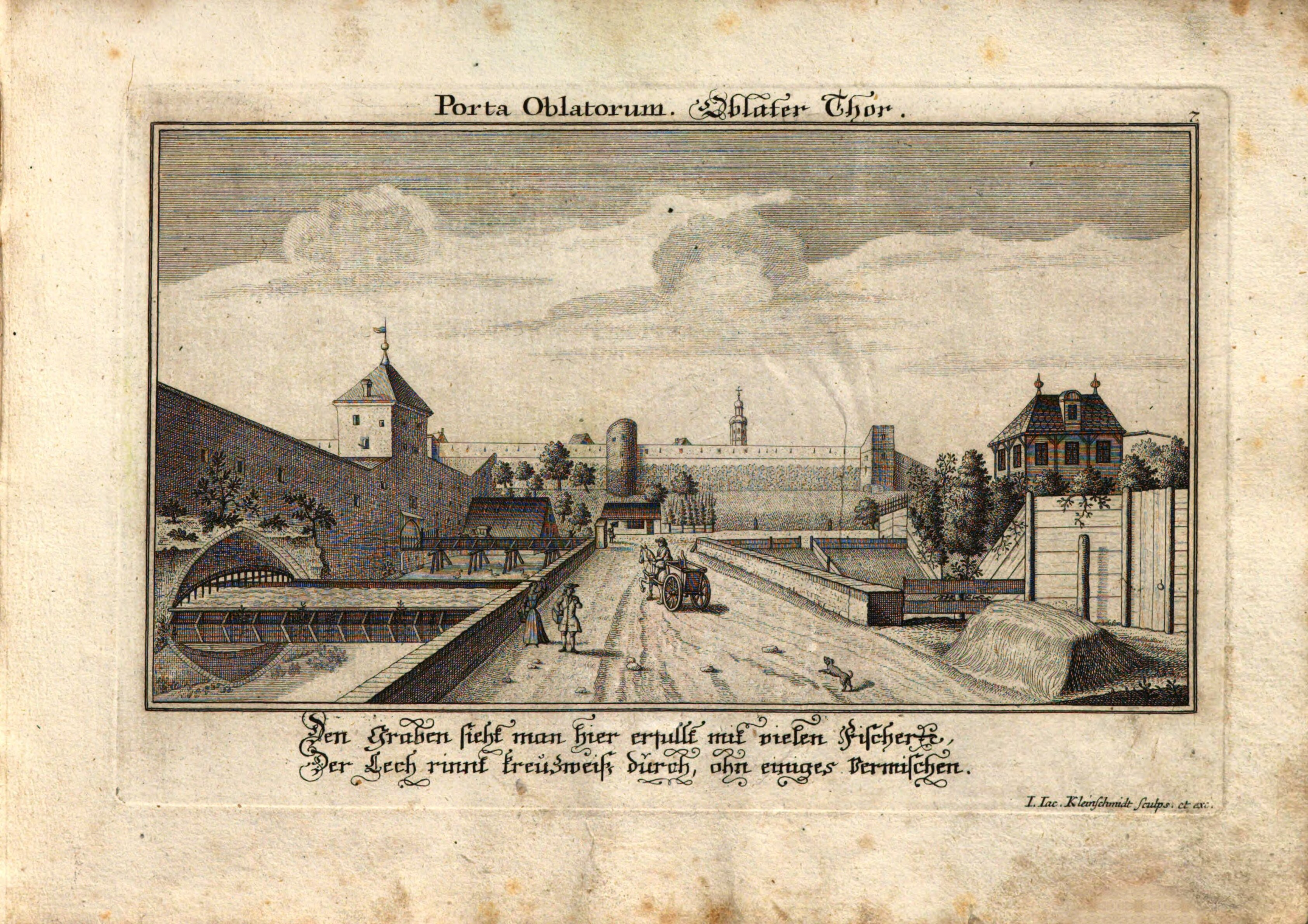
Oblattertor um 1726

Das Oblattertor (Oblater Thor) war ein Nebentor der ehemaligen Ringmauer von Augsburg und befand sich im Nordosten der Augsburger Altstadt im Stadtteil Jakobervorstadt. 
Schriftliche Dokumente aus dem Jahr 1449 beschreiben erstmals das Stadttor. Mit der Niederlegung der Stadtbefestigung von Augsburg im 19. Jahrhundert wurde auch das Oblattertor 1867 abgebrochen. An das Tor schließt sich im Osten der Oblatterwall an, ebenfalls ein Teil der Stadtbefestigung und noch bis heute erhalten. Benannt ist das Tor nach dem Pulvermacher Ulrich Oblatter, der darin von 1452 bis 1496 wohnte.